# Дадли (тауншип, Миннесота)
Дадли (англ. Dudley) — тауншип в округе Клируотер, Миннесота, США. На 2000 год его население составило 365 человек.

## География
По данным Бюро переписи населения США площадь тауншипа составляет 81,1 км², из которых 76,7 км² занимает суша, а 4,3 км² — вода (5,30 %).

## Демография
По данным переписи населения 2000 года здесь находились 365 человек, 123 домохозяйства и 97 семей.  Плотность населения —  4,8 чел./км².  На территории тауншипа расположено 133 постройки со средней плотностью 1,7 построек на один квадратный километр. Расовый состав населения: 98,90 % белых, 0,27 % c Тихоокеанских островов и 0,82 % приходится на две или более других рас. Испанцы или латиноамериканцы любой расы составляли 0,27 % от популяции тауншипа.
Из 123 домохозяйств в 44,7 % воспитывались дети до 18 лет, в 68,3 % проживали супружеские пары, в 4,9 % проживали незамужние женщины и в 21,1 % домохозяйств проживали несемейные люди. 19,5 % домохозяйств состояли из одного человека, при том 8,9 % из — одиноких пожилых людей старше 65 лет. Средний размер домохозяйства — 2,97, а семьи — 3,41 человека.
33,2 % населения — младше 18 лет, 6,3 % — в возрасте от 18 до 24 лет, 28,5 % — от 25 до 44, 21,9 % — от 45 до 64, и 10,1 % — старше 65 лет. Средний возраст — 34 года. На каждые 100 женщин приходилось 123,9 мужчин.  На каждые 100 женщин старше 18 приходилось 114,0 мужчин.
Средний годовой доход домохозяйства составлял 32 813 долларов, а средний годовой доход семьи —  37 188 долларов. Средний доход мужчин —  31 944  доллара, в то время как у женщин — 17 000. Доход на душу населения составил 12 049 долларов. За чертой бедности находились 12,9 % семей и 18,5 % всего населения тауншипа, из которых 24,4 % младше 18 и 26,3 % старше 65 лет.